# Roger Fugen
Roger Fugen (* 1939 in Cambrai; † 6. Januar 2016) war ein französischer Jazzmusiker (Schlagzeug).

## Leben und Wirken
Fugen studierte als Soldat in Algerien Solfège, Tenorsaxophon und Schlagzeug. Im Jahre 1960 nahm er mit seiner Combo aus Jean-Marie Billiaert (Altsaxophon), J-P. Toulouse (Vibraphon), Luc Mery (Piano) und Alain Lefebvre (Bass) an der Jazzwoche im Casino de Canastel bei Oran teil. Während des Krieges verkehrte er auch mit René Bec, den Pianisten des Orchesters von Aimé Barelli. Nach Ende des Algerienkriegs 1962 ließ er sich in Paris nieder und begann seine berufliche Laufbahn in der Band des Posaunisten Al Lirvat, der im Club La Cigale auftrat. Außerdem tourte er mit dem Trompeter Pierre Linares in Skandinavien und hatte dabei Gelegenheit, mit Musikern wie Stan Getz und Cannonball Adderley zu jammen.
Anschließend spielte Fugen in der Bigband von Daniel Janin, der u. a. auch André Paquinet und Roger Guérin angehörten (Music for Big Band, 1965). Er wirkte ferner an Aufnahmen von Pierre Gossez, André Hodeir (Anna Livia Plurabelle), Enrico Macias und Georges Rabol mit. Er trat des Weiteren (im Orchester Raymond Lefèvre) in Fernsehshows auf und spielte in bekannten Veranstaltungsstätten wie dem Lido, dem Moulin Rouge und dem Olympia. Er begleitete außerdem gastierende Stars wie Ray Charles, Michel Legrand, The Swingle Singers, Enrico Macias und Harry Belafonte.
Fugen, der in Rosny-sous-Bois nahe Paris lebte, ist mit Gérard Spiers Co-Autor des Lehrbuchs Actual Drums Independence, das bei Stock Zurfluh veröffentlicht wurde. Im Bereich des Jazz war er laut Tom Lord zwischen 1965 und 1989 an sieben Aufnahmesessions beteiligt, zuletzt mit Alain Marion.